# Sibirisk beckasin
Sibirisk beckasin (Gallinago stenura) är en huvudsakligen asiatisk vadarfågel i familjen snäppor. Fågeln häckar i Sibirien och övervintrar i södra och sydöstra Asien. Den är en mycket sällsynt gäst i Europa, med endast två dokumenterade fynd, båda i Italien. Beståndet anses vara livskraftigt.

## Utseende och läte
Sibirisk beckasin är en typisk beckasin med korta ben, lång näbb och kryptisk teckning och med en längd på cirka 25–27 centimeter jämnstor med enkelbeckasin (Gallinago gallinago) som den i övrigt är mycket lik. Den skiljs dock bara en smal och oskarp vit vingbakkant (enkelbeckasinens är mycket tydligare), kort stjärt som gör att benen sticker ut bakom stjärten i flykten, kortare och grövre näbb (framför allt basalt), ljust fält på vingovansidan samt mörkare vingundersidor. Diagnostiskt är de nålsmala yttre stjärtpennorna, men dessa är mycket svåra att se. 
Ännu mer lik är den tajgabeckasinen (Gallinago megala), som dock är större och kraftigare, saknar de nålliknande yttre stjärtpennorna samt har längre stjärt och kortare ben.

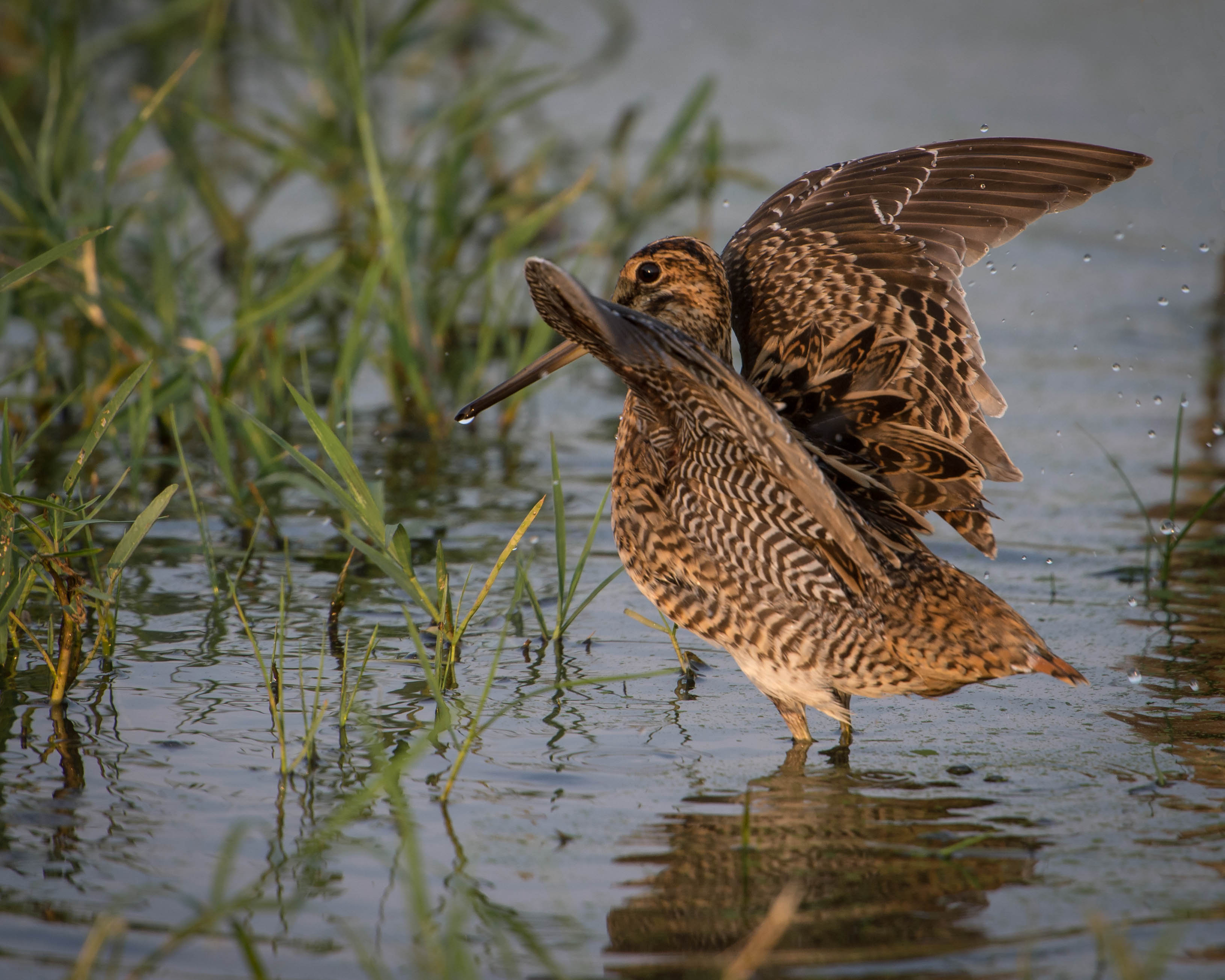
Sibirisk beckasin i Thailand.

Sibiriska beckasinens spelläte är ett märkligt raspande som övergår i vinande toner, kortare, ljusare och snabbare än tajgabeckasinens.

## Utbredning
Sibirisk beckasin är en flyttfågel som häckar i Sibirien och övervintrar från Indien till Sydostasien, Indonesien och Filippinerna. I Europa häckar ett fåtal par i norra Uralbergen och är i övrigt en mycket sällsynt gäst, med endast två fynd i Italien 1996 och 2011. I juni 2019 fotograferades en individ i finska Petäjävesi, men tajgabeckasin har inte gått att utesluta. I Israel har den påträffats ett tiotal gånger.

## Systematik
Sibirisk beckasin behandlas som monotypisk, det vill säga att den inte delas in i några underarter. Den är mycket nära släkt med både japansk beckasin (G. hardwickii) och sibirisk beckasin (G. stenura).

## Ekologi
Denna art häckar i arktiska och boreala våtmarker upp till 2 300 meter över havet, på fuktängar utmed floddalar, på mossar, i tajgasumpskog och buskrik tundra med stånd av dvärgbjörk (Betula nana). Vintertid trivs den i olika typer av våtmarker som översvämmade risfält, blöta gräsmarker och träsk. Den lever av mollusker, insekter och insektslarver, daggmaskar och ibland även kräftdjur samt växtmaterial och frön.

## Status och hot
Arten har ett stort utbredningsområde och en stor population med okänd utveckling. Utifrån dessa kriterier kategoriserar IUCN arten som livskraftig (LC). I Europa tros det häcka mellan 2 000 och 5 000 par. Arten är utsatt för jakttryck i hela utbredningsområdet.

## Namn
Sibiriska beckasinens vetenskapliga artnamn stenura betyder "smalstjärtad", av grekiska stenos för "smal" eller "tunn" och ändelsen -ouros, "-stjärtad".